# Кремьё
Кремьё (фр. Crémieu) — коммуна во Франции, находится в регионе Рона — Альпы. Департамент коммуны — Изер. Входит в состав кантона Кремьё. Округ коммуны — Ла-Тур-дю-Пен.
Код INSEE коммуны — 38138. Население коммуны на 2006 год составляло 3330 человек. Населённый пункт находится на высоте от 203 до 415 метров над уровнем моря. Муниципалитет расположен на расстоянии около 420 км юго-восточнее Парижа, 32 км восточнее Лиона, 75 км северо-западнее Гренобля. Мэр коммуны — Alain Moyne-Bressand, мандат действует на протяжении 2008—2014 гг.
Динамика населения (INSEE):

## Города-побратимы
- Хюттенберг, Германия (1993)